# Agromyza mobilis
Agromyza mobilis este o specie de muște din genul Agromyza, familia Agromyzidae, descrisă de Johann Wilhelm Meigen în anul 1830.
Este endemică în Germania. Conform Catalogue of Life specia Agromyza mobilis nu are subspecii cunoscute.